# Агент XXL
„Агент XXL“ (на английски: Big Momma's House) е американски игрален филм (комедия, екшън) от 2000 година на режисьора Раджа Госнел, по сценарий на Дейвид Куарлес и Дон Раймър. Оператор е Майкъл Шия. Музиката е композирана от Ричард Гибс.